# Blepharolejeunea saccata
Blepharolejeunea saccata är en bladmossart som först beskrevs av Franz Stephani, och fick sitt nu gällande namn av Van Slageren och Robert C. Kruijt. Blepharolejeunea saccata ingår i släktet Blepharolejeunea och familjen Lejeuneaceae. Inga underarter finns listade i Catalogue of Life.